# Central (Botswana)
Central is een district van Botswana. Het is het grootste district van Botswana qua oppervlakte. De oppervlakte is 147.730 km². De hoofdstad van het district is Serowe. Volgens de volkstelling van 2001 heeft Central 563.260 inwoners. De bevolkingsdichtheid is 3,81/km².

## Subdistricten
- Central Bobonong
- Central Boteti
- Central Mahalapye
- Central Tutume
- Orapa
- Selebi Pikwe
- Serowe Palapye
- Sowa Town

Central · Ghanzi · Kgalagadi · Kgatleng · Kweneng · North-East · North-West · South-East · Southern